# Abdulchalik Gassanow
Abdulchalik „degster“ Gassanow (russisch Абдулхалик Гасанов; * 21. Juli 2001) ist ein russischer E-Sportler in der Disziplin Counter-Strike: Global Offensive, welcher aktuell für Team Falcons spielt.

## Karriere
Gassanow begann seine professionelle Karriere im April 2019 bei der russischen Organisation Espada. 2020 erzielte er einen fünften Rang bei der WePlay! Clutch Island und einen 5.–6. Platz bei der DreamHack Open December 2020. Im Januar 2021 wurde er bei Espada auf die Bank gesetzt. Anschließend spielte er für die deutsche Organisation Sprout als Ersatzspieler die Herbstausgabe der ESL-Meisterschaft, welche er nach einem Sieg gegen Berlin International Gaming gewinnen konnte.
Team Spirit verpflichtete Gassanov im Januar als Testspieler. Nachfolgend gewann er die DreamHack Open January 2021: Europe und er erreichte das Halbfinale in der IEM Katowice 2021, bevor er im März fest verpflichtet wurde. In diesem Jahr erzielte er zudem den 3.–4. Platz beim Pinnacle Cup I, dem Blast Premier: Spring Showdown 2021 und der Pinnacle Fall Series #1. Überdies qualifizierte er sich für das PGL Major Stockholm 2021 mit dem dritten Platz im StarLadder CIS RMR 2021, dem vierten Platz im Epic CIS League und dem fünften Rang in der Intel Extreme Masters XVI - Fall: CIS. Spring 2021. In seinem ersten Major-Turnier erreichte er den 17.–19. Rang.
2022 erzielt er den achten Platz im PGL Major Antwerp 2022: European RMR B, womit er sich für das anschließende Major-Turnier qualifizieren konnte. Im PGL Major Antwerp 2022 erreichte er nach einer 2:0-Niederlage gegen den zukünftigen Sieger Faze Clan das Halbfinale.
Am 11. Juni 2022 wurde bekanntgegeben, dass Gassanow auf die Ersatzbank gesetzt werde. Grund dafür war der Standortwechsel von Team Spirit nach Serbien, mit dem Gassanow nicht einverstanden war. 4 Tage später vertrat Gassanow die europäische Organisation OG beim BLAST Premier Spring Final 2022, bei dem das Team einen überraschenden 3.–4. Platz erreichte, wobei Siege gegen die Favoriten Ence und Natus Vincere errungen werden konnten. Am 15. Juli gab OG bekannt, Gassanow unter Vertrag zu nehmen. Dieser ersetzte den polnisch-britischen Scharfschützen Mateusz „mantuu“ Wilczewski. In diesem Jahr erreichte er einen weiteren 3.–4. Rang im Blast Premier: World Final 2022 und den 17.–19. Rang im IEM Major: Rio 2022.
2023 erzielte er im BLAST.tv Major: Paris 2023 den 20.–22. Platz. Im Juni wurde er auf die Bank gesetzt. Am 12. Mai 2024 wechselte er zu der dänischen Organisation Heroic. Mit Heroic erzielte er den zweiten Rang bei der Elisa Masters Espoo 2024 und der Thunderpick World Championship 2024 sowie den 3.–4. Platz bei der BetBoom Dacha Belgrade 2024 #1 und der Intel Extreme Masters Rio 2024. Im Perfect World Major: Shanghai 2024 erreichte er das Viertelfinale. Im Januar 2025 wechselte er mit zwei seiner Mitspieler zu Team Falcons. Mit Team Falcons erzielte er zunächst den zweiten Rang in der PGL Cluj-Napoca 2025. Anschließend siegte Gassanow in der PGL Bucharest 2025. Für seine Einzelleistungen bei der PGL Bucharest 2025 erstmals von HLTV eine  MVP-Auszeichnung. Im April und damit einen Tag nach dem Sieg der PGL Bucharest 2025 wurde er bei Falcons auf die Bank gesetzt.

## Erfolge
| Jahr | Platz   | Turnier                             | Team         | Persönliches Preisgeld |
| ---- | ------- | ----------------------------------- | ------------ | ---------------------- |
| 2021 | 1.      | ESL Meisterschaft: Autumn 2020      | Sprout       | 02.500 €               |
| 2021 | 1.      | DreamHack Open January 2021: Europe | Team Spirit  | 07.000 $               |
| 2021 | 3. – 4. | IEM Katowice 2021                   | Team Spirit  | 016.000 $              |
| 2021 | 3.      | StarLadder CIS RMR 2021             | Team Spirit  | 02.400 $               |
| 2022 | 3. – 4. | PGL Major Antwerp 2022              | Team Spirit  | 014.000 $              |
| 2022 | 3. – 4. | Blast Premier: Spring Finals 2022   | OG           | 08.000 $               |
| 2022 | 3. – 4. | Blast Premier: World Final 2022     | OG           | 017.000 $              |
| 2023 | 3. – 4. | Brazy Party                         | OG           | 07.000 $               |
| 2024 | 3. – 4. | BetBoom Dacha Belgrade 2024 #1      | Heroic       | 010.000 $              |
| 2024 | 3. – 4. | Intel Extreme Masters Rio 2024      | Heroic       | 04.000 $               |
| 2024 | 2.      | Thunderpick World Championship 2024 | Heroic       | 08.000 $               |
| 2024 | 2.      | Thunderpick World Championship 2024 | Heroic       | 030.000 $              |
| 2025 | 2.      | PGL Cluj-Napoca 2025                | Team Falcons | 037.500 $              |
| 2025 | 1.      | PGL Bucharest 2025                  | Team Falcons | 040.500 $              |